# Hannoversche Sezession
Die Hannoversche Sezession (auch: Hannoversche Secession) war eine lose organisierte Künstlergruppe im ersten Drittel des 20. Jahrhunderts in Hannover. „Anders als die ersten Secessionsgruppen in Deutschland“ strebte die Gruppe nicht eine bestimmte, gemeinsame Kunstrichtung an, sondern wollte sich vor allem von einer durch die Stadt Hannover vorgegebenen, konventionellen Kunstpolitik loslösen.

## Geschichte

### Vorgeschichte
In vielerlei Hinsicht war mit dem Ende des Königreichs Hannover das Kunstleben in Hannover abgeflacht. So behielten Aufführungen im Opernhaus zwar „ein akzeptables Niveau“, doch die Maßstäbe setzte dann Berlin, „das die fähigsten Künstler wie ein Magnet anzog.“ Im Bereich der bildenden Kunst orientierten sich die Kulturschaffenden noch zu Beginn des 20. Jahrhunderts vornehmlich „an Stilformen der Vergangenheit“. Anerkennung hatten zwar Künstler wie Friedrich Kaulbach, Wilhelm Engelhard, Carl Oesterley, Karl Gundelach, Ernst von Bandel gefunden, doch „Spuren von Avantgardismus und Hinweise auf einen neuen Ausdrucks- oder Gestaltungswillen“ fand sich in ihren technisch teils vorzüglichen Werken nicht. Vereinzelt erhielten daher auswärtige Künstler Aufträge, wie Arnold Böcklin, der die Villa des Konsuls Wedekind ausmalte, oder Ferdinand Hodler, der das Gemälde „Einigkeit“ im Neuen Rathaus schuf.
Auch der Kunstverein Hannover orientierte sich eher am Herkömmlichen, zeigte in seiner Herbstausstellung 1908 aber immerhin 300 Werke von Wilhelm Busch.
Großen Einfluss in der städtischen Kunstpolitik hatte „der alles dominierende Oberstadtdirektor Heinrich Tramm“. Der Kunstfreund setzte sich einerseits für die Erweiterung der städtischen Galerie ein, insbesondere nachdem der aus Ricklingen stammende Ziegeleibesitzer Heinrich Stamme der Stadt 1905 seine Kunstsammlung testamentarisch überlassen hatte. Doch andererseits bestimmte Tramm persönlich die Ankaufspolitik: In der seinerzeitigen Gegenwartskunst schätzte er zwar den Impressionismus, den Expressionismus aber lehnte er ab. Und so kaufte die Stadt eben keine Werke dieser Stilrichtung an – neue Strömungen blieben der Öffentlichkeit so vorbehalten.
Aufträge für moderne Kunst wurden jedoch wenigstens teilweise durch private Initiativen vergeben, insbesondere durch Unternehmer. So beauftragte etwa der Keksfabrikant Hermann Bahlsen für Werbezwecke bildende Künstler mit der Gestaltung seiner Produkt-Verpackungen, aber auch mit der Gestaltung und Ausschmückung seiner Geschäftsräume.
Der Unternehmer Fritz Beindorff schrieb 1911 und 1913 einen Künstlerwettbewerb aus, bei dem die von ihm produzierten Malfarben verwendet werden mussten. Die so produzierten Werke bildeten dann den Grundstock für die Kunstsammlung der Pelikan-Werke.
Noch vor dem Ersten Weltkrieg trug Herbert von Garvens eine private Sammlung zeitgenössischer Kunst zusammen, mit der er später eine Galerie eröffnete.
Doch noch 1914 schrieb Curt Habicht, Professor für Kunstgeschichte, über Hannover:

„Eine Kunststadt mit heimischen Kräften ist Hannover nicht geworden. Ihrer Geschichte nach ist das auch nicht anders zu erwarten.“

Allerdings fanden sich aus den Reihen des vermögenden Bildungsbürgertums „Männer, welche die Auseinandersetzung mit der zeitgenössischen Kunst nicht scheuten.“ Im Juni 1916 gründeten sie die Kestner-Gesellschaft mit dem Ziel, ausschließlich moderne Kunst zu fördern. Im November desselben Jahres zeigte die Gesellschaft in Hannover erstmals eine Ausstellung mit Werken von Max Liebermann, wandte sich aber schon bald auch progressiverer Kunst zu.

### Die Hannoversche Sezession
1917 bildete sich, unterstützt von der Kestner-Gesellschaft und gefördert durch Paul Erich Küppers, die Hannoversche Sezession mit dem Ziel, sich von der bisherigen städtischen Kulturpolitik zu lösen. Treibende Kräfte waren die Professoren der hannoverschen Kunstgewerbeschule Fritz Burger-Mühlfeld und Ludwig Vierthaler, aber auch Georg Herting, August Heitmüller und Richard Seiffert-Wattenberg, der zum Vorsitzenden der Gruppe gewählt wurde.
Später stießen auch Künstler wie Max Burchartz (ab 1917), Otto Gleichmann (ab 1920), Kurt Schwitters, Bernhard Dörries und Friedrich Vordemberge-Gildewart hinzu.
Das künstlerische Spektrum der Gruppe reichte nun vom Spätimpressionismus bis zum Expressionismus, der von der bisherigen städtischen Ankaufspolitik ausgeschlossen war.
Doch die Hannoversche Sezession war nur ein Vorspiel der Avantgarde in Hannover: Am 12. März 1927 gründete Schwitters in seinem Haus in der Waldhausenstraße 5 die Künstlergruppe die abstrakten hannover, durch die nun unter anderem auch Werke des Kubismus und des Konstruktivismus in Hannover ihren Ursprung fanden.
Die Hannoversche Sezession bestand bis in die frühen 1930er Jahre und löste sich dann auf.